# California State University, East Bay
Die California State University, East Bay (auch als CSUEB, Cal State East Bay und früher als California State University, Hayward bekannt) ist eine staatliche Universität in Hayward im US-Bundesstaat Kalifornien. Die Hochschule wurde 1957 gegründet und liegt in der östlichen Bay Area. Derzeit sind hier rund 14.000 Studenten eingeschrieben. Sie ist Teil des California-State-University-Systems.
Die California State University East Bay hat zwei Standorte: den Hayward Hills Campus in den Hügeln von Hayward, und den Concord Campus, der im kalifornischen Concord in den Ausläufern des Mount Diablo liegt. Der älteste und zentralere Standort davon befindet sich in Hayward. Außerdem zählt noch das Oakland Professional Development & Conference Center in Oakland zu den Universitätsgebäuden. Alle drei Standorte kann man über Freeways oder mit öffentlichen Verkehrsmitteln wie dem Bay Area Rapid Transit (BART) erreichen.
Die Hochschule ist von der WASC, the Western Association of Schools and Colleges und auch AACSB (Association to Advance Collegiate Schools of Business) akkreditiert.
Sportteam der CSUEB sind die Pioneers. Die Hochschule ist Mitglied in der California Pacific Conference.
In Deutschland ist die California State University, East Bay als H+ Hochschule anerkannt, d. h. die Hochschule gilt als staatlich anerkannte Bildungseinrichtung und kann den Titel führen. In Österreich vergab die Hochschule bis 2004 in Kooperation mit IMADEC amerikanische MBA-Abschlüsse.
Seit dem Jahre 2005 hat die CSUEB große Veränderungen baulicher Art erfahren. Ein neues Gebäude (Valley Business and Technology Center) welches hauptsächlich die wirtschaftswissenschaftliche Fakultät beherbergt, wurde errichtet. Außerdem wurde ein neues Gebäude für die Student Union sowie Studentenwohnheime gebaut. Neben den Studentenwohnheimen wurde ein neues Sportstudio eröffnet.